# Anaerovirgula multivorans
Anaerovirgula
Genre
Espèce
Anaerovirgula multivorans est une espèce de bactéries anaérobies, la seule du genre Anaerovirgula, de la famille des Clostridiaceae, découverte dans les sédiments du Lac Owens, en Californie. Elle possède la propriété étonnante d’inverser la chiralité des acides aminés D et des sucres L pour pouvoir les métaboliser,,.

## Systématique
L'espèce est décrite en 2006 par les microbiologistes Elena V. Pikuta, Takashi Itoh, Paul Krader et Jane Tang, qui la classent dans le genre monotypique Anaerovirgula, sous le nom binominal Anaerovirgula multivorans.

## Étymologie
Le nom générique Anaerovirgula présente un préfixe grec [ἄν-] an-, qui exprime la négation, suivi de [ἀήρ ἀέρος] aêr (gen. aeros), « air » ; virgula vient du latin et signifie « petite tige » ; Anaerovirgula signifie donc « petite tige anaérobie ». L'épithète spécifique multivorans se compose du latin multus, « beaucoup », et vorans, « dévorer » ; multivorans signifie donc « qui dévore de nombreuses sortes de substrats ». 